# Haturalan
Haturalan (Hatularan) ist ein osttimoresischer Suco im Verwaltungsamt Laleia (Gemeinde Manatuto).

## Geographie

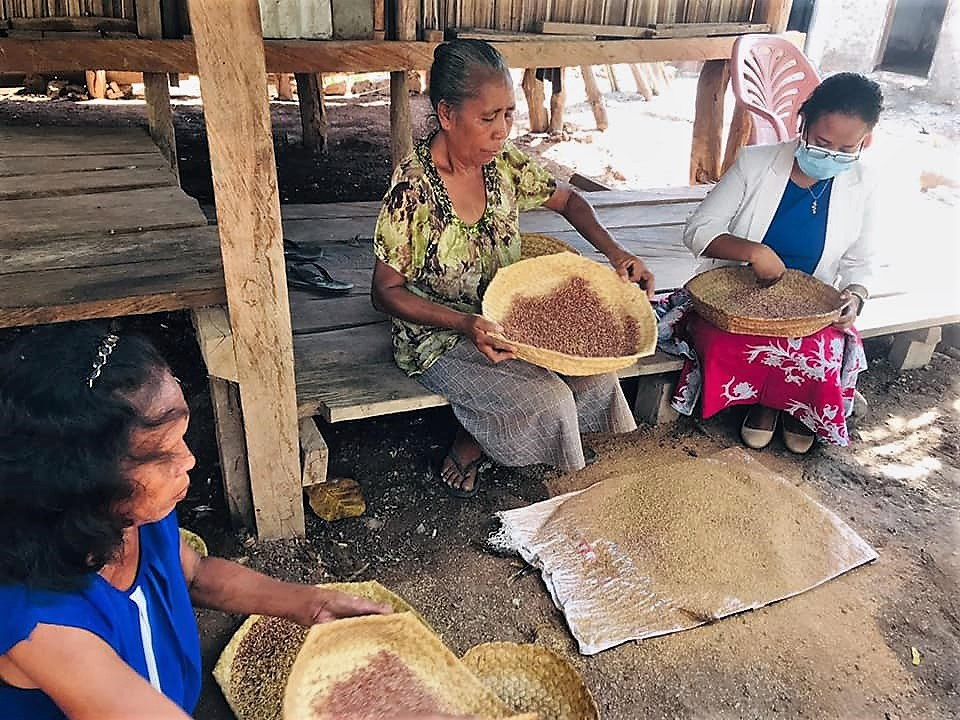
In der Aldeia Ueboro

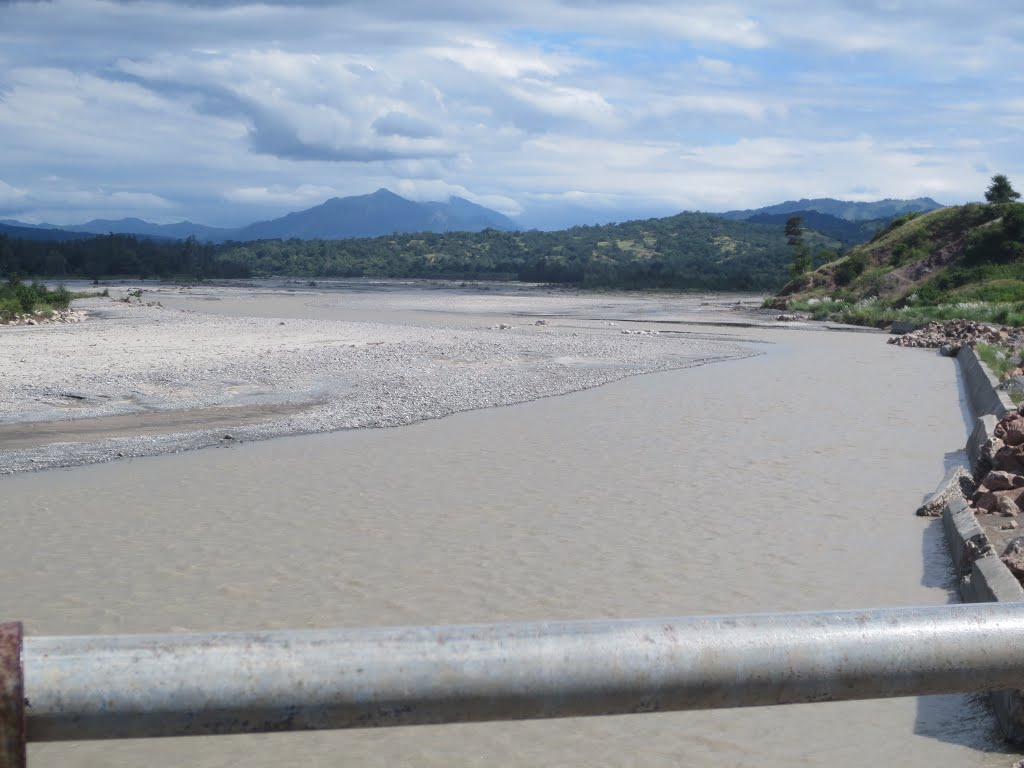
Brücke über den Laleia

Vor der Gebietsreform 2015 hatte Haturalan eine Fläche von 57,16 km². Nun sind es 61,38 km². Der Suco bildet den Mittelteil des Verwaltungsamts Laleia. Nördlich liegt der Suco Lifau, südlich der Suco Cairui. Im Westen grenzt Haturalan an das Verwaltungsamt Manatuto mit seinem Suco Aiteas, im Osten an das zur Gemeinde Baucau gehörende Verwaltungsamt Vemasse mit seinen Sucos Uaigae und Vemasse. Durch den Osten des Sucos fließt der Fluss Laleia, in dem im Süden der Lago Haui und im Norden der Lago Heuc münden.
Im Nordosten reicht der Verwaltungsamtshauptort Laleia mit den Ortsteilen Uma-Iuc (Umaiuk), Ralan (Ranan) und Ueboro (Weboro, Beboro) in den Suco Haturalan hinein. Im Südosten befindet sich das Dorf Hatu Carau.
Im Suco befinden sich die drei Aldeias Ralan, Uma-Iuc und Ueboro.

## Einwohner
In Haturalan leben 1.004 Einwohner (2022), davon sind 518 Männer und 486 Frauen. Im Suco gibt es 210 Haushalte. Über 87 % der Einwohner geben Galoli als ihre Muttersprache an. 7 % sprechen Tetum Prasa, 3 % Kairui, Minderheiten Makasae, Midiki und Tetum Terik.

## Politik
Bei den Wahlen von 2004/2005 wurde Antão de Sousa zum Chefe de Suco gewählt. Bei den Wahlen 2009 gewann Gaspar José Fatima da Costa  und wurde 2016 in seinem Amt bestätigt.